# I Don't Live Here Anymore
I Don't Live Here Anymore är ett musikalbum av indierockbandet The War on Drugs och släpptes den 29 oktober 2021 av skivbolaget Atlantic Records. Låtarna är skrivna av Adam Granduciel. Detta är The War on Drugs femte studioalbum och sjunde utgivna skiva.

## Låtlista
Albumet innehåller tio låtar.
1. Living Proof
2. Harmonia’s Dream
3. Change
4. I Don’t Wanna Wait
5. Victim
6. I Don’t Live Here Anymore (feat. Lucius)
7. Old Skin
8. Wasted
9. Rings Around My Father’s Eyes
10. Occasional Rain

## Medverkande
- Adam Granduciel.
- Robbie Bennett.
- Charlie Hall.
- David Hartley.
- Anthony LaMarca.
- Jon Natchez.

Källa: 